# ماس د لاس ماتاس
ماس د لاس ماتاس (به اسپانیایی: Mas de las Matas) یک شهرستان در اسپانیا است که در استان تروئل واقع شده‌است.

## خصوصیات
ماس د لاس ماتاس ۳۰ کیلومترمربع مساحت و ۱٬۴۴۶ نفر جمعیت دارد.